# Fournes-en-Weppes
Fournes-en-Weppes é uma comuna francesa na região administrativa de Altos da França, no departamento do Norte. Estende-se por uma área de 8.22 km². Em 2010 a comuna tinha 2 335 habitantes (densidade: 284,1 hab./km²).